# Châtignac
Châtignac – miejscowość i gmina we Francji, w regionie Nowa Akwitania, w departamencie Charente. Jej burmistrzem jest Jean-Yves Ambaud.
Według danych na rok 1990 gminę zamieszkiwały 143 osoby, a gęstość zaludnienia wynosiła 15 osób/km² (wśród 1467 gmin regionu Poitou-Charentes Châtignac plasowało się wtedy na 850. miejscu pod względem liczby ludności, natomiast pod względem powierzchni na miejscu 855.).